# Le Vieux qui voulait sauver le monde
Le Vieux qui voulait sauver le monde (suédois : Hundraåringen som fyllde hundraett och försvann) est le quatrième roman de l'écrivain suédois Jonas Jonasson paru dans sa langue d'origine en 2018. Il a été traduit en français par Laurence Mennerich.

## Résumé
C'est la suite des aventures du centenaire Allan Karlsson (Le Vieux qui ne voulait pas fêter son anniversaire).

## Éditions en français
- Jonas Jonasson (trad. du suédois par Laurence Mennerich), Le Vieux qui voulait sauver le monde [« Hundraåringen som fyllde hundraett och försvann »], Paris, Presses de la Cité, 11 octobre 2018, 504 p., 23 cm (ISBN 979-10-366-0193-4)Traduction originale en français ; édition en grand format.